# Trần Đại Quang
Trần Đại Quang (Ninh Bình, 12 ottobre 1956 – Hanoi, 21 settembre 2018) è stato un politico, dirigente pubblico e militare vietnamita, Presidente della Repubblica Socialista del Vietnam dal 2016 alla morte.

## Biografia
Dal 2011 al 2016 è stato ministro della Pubblica sicurezza. Dal 2011 al 2014 è stato anche vice-capo del Comitato per la prevenzione dell'AIDS e dell'HIV.
È stato eletto dall'Assemblea nazionale con 464 voti (94,12%) il 2 aprile 2016. Era formalmente anche ministro della pubblica sicurezza del Vietnam.
Era il membro più anziano del Politburo.
È morto il 21 settembre 2018, a 61 anni, all’ospedale militare 108 di Hanoi, dove era ricoverato per una grave malattia.